# Bruchophagus kononovae
Bruchophagus kononovae är en stekelart som beskrevs av Zerova 1994. Bruchophagus kononovae ingår i släktet Bruchophagus och familjen kragglanssteklar. Inga underarter finns listade.